# Filete

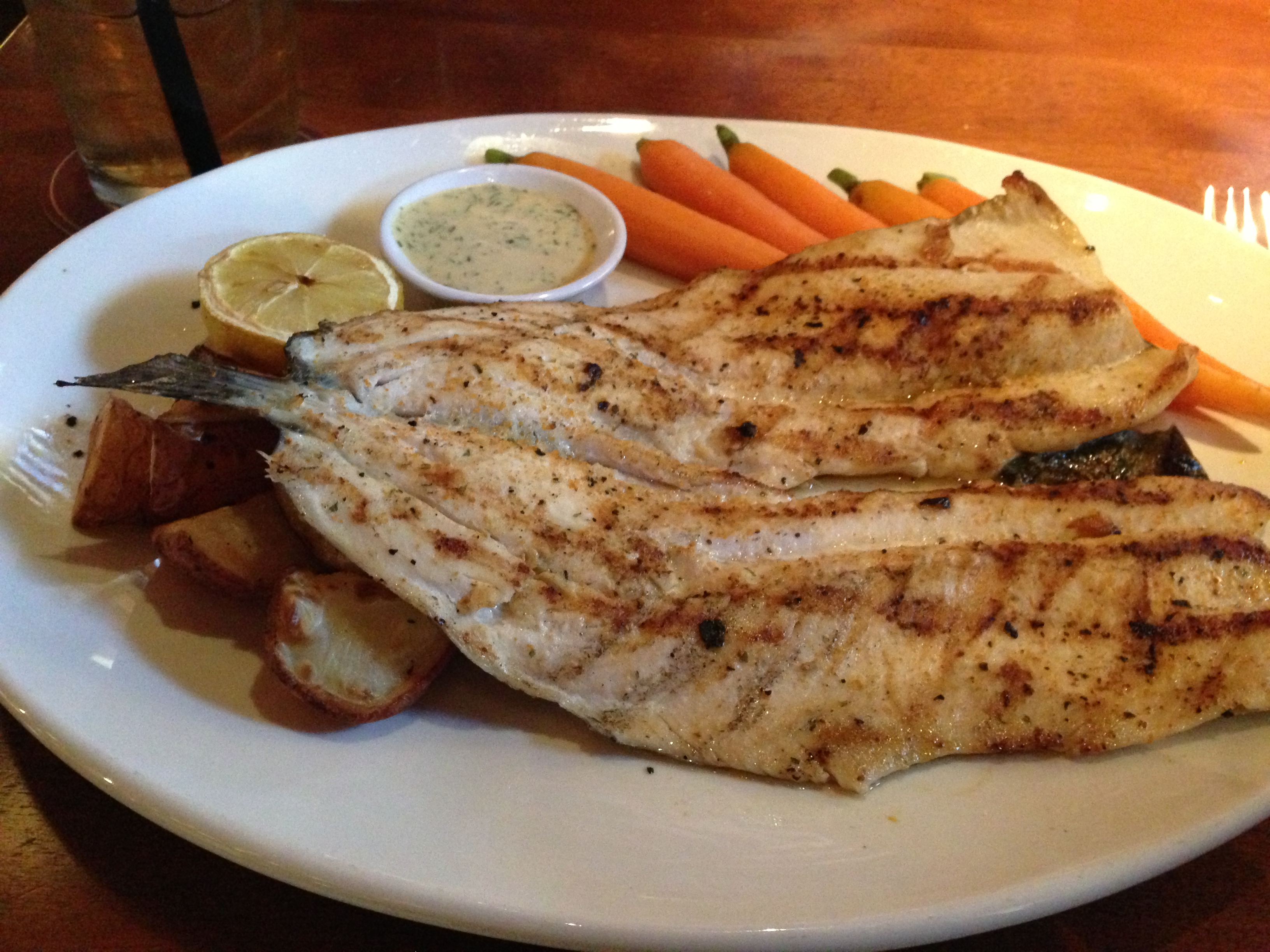
Los dos filetes de una trucha arcoíris.

En el ámbito de la cocina y de la gastronomía un filete (del francés filet) es un trozo rebanado que puede ser o bien de carne de vaca o carne de pescado.
- Cuando se trata de carne roja: véase Filete (carne roja).

- Cuando se trata de carne blanca o carne de aves (aves de corral o aves de caza) se llama filete a las pechugas cortadas transversalmente de pavo, pollo, ganso o pintada. En el caso del pato se usa el galicismo magret para la pechuga del animal.

- Cuando se trata de pescado, el filete es un corte longitudinal de casi toda una mitad lateral del animal, desde la base de la cola hasta la base de la cabeza, excluyendo las agallas y lo más limpio posible de raspas, lo cual proporciona dos filetes por individuo, uno por cada lado simétrico del cuerpo del pescado. Ambos filetes constituyen, en general, la mayor parte de la masa muscular de un pescado. Suelen prepararse y consumirse los filetes de trucha, de salmón, de lucio, de mero etc.

- Datos: Q289005
- Multimedia: Fillets (cut) / Q289005